# Route 94 (musicien)
Pour les articles homonymes, voir Route 94.
Route 94, de son vrai nom Rowan Tyler Jones, (né le 21 mai 1993 à Richmond) est un producteur et DJ britannique. Son premier single de deep house, My Love (featuring Jess Glynne) atteint le top 10 du hit-parade de plusieurs pays dont le Royaume-Uni, l'Écosse, la Belgique, l'Allemagne, les Pays-Bas et la Nouvelle-Zélande.

## Biographie

### Dream et débuts (2010-2012)
En 2010, Jones commence à produire du dubstep sous le nom de Dream. Trois de ses chansons sont publiées par UKF,, et ses chansons sont soutenues par plusieurs grands noms dont Chase and Status et Skrillex qui ont sorti l'EP This Is Not House sur son label OWSLA

### Route 94 et percée (depuis 2012)
Le 26 juillet 2012, Jones crée des comptes de réseaux sociaux sous le nom de Route 94 après avoir joué sur Radio 1 de Skream et Benga. Il explique que le nom de Route 94 s'inspire de la route qui s'étend de Chicago à Détroit, qui est le berceau de la musique house et de la musique techno. Les comptes Dream sont ensuite supprimés. Il nie les rumeurs d'être Dream, en utilisant simplement un logo et ne révélant pas son nom ou son visage. Ces événements suscitent l'intérêt des blogs de musique tels que Fact, qui fait des suppositions quant à son identité. Ils apparaissent être la même personne ; Jones se révèle comme le visage de Route 94, et est crédité sur des albums. Tout au long de l'année 2013, il produit des remixes pour Katy B, Skream, Storm Queen et un remix inédit pour Example ainsi que la coproduction Smile du troisième album de studio Benga, chapitre II.
Le premier EP sous le nouvel alias, intitulé Fly 4 Life, est publié le 17 juin 2013 sur son label record éponyme. Il signe plus tard à Rinse. En septembre 2013, BBC Radio et BBC Radio 1Xtra commencent à jouer son premier single My Love, avec Jess Glynne. MistaJam l'ajoutera à sa playlist. Sa date de sortie est annoncée le 2 mars 2014, le morceau est ajouté à la liste A de Radio 1. Jones produit Everything, une piste du deuxième album de studio de Katy B, Little Red.
Glynne trouve sa percée commerciale en 2014 avec la chanson Rather Be, qui atteint le UK Singles Chart. My Love se popularise, et atteint les classements UK Singles Chart, UK Dance Chart et Scottish Singles Chart.
Après le succès de My Love, Jones sort son deuxième EP sous l'alias Route 94, Misunderstood le 23 juillet 2014.

## Discographie

### EP
| Titre                            | Détails                                                                               |
| -------------------------------- | ------------------------------------------------------------------------------------- |
| Come On (sous Dream)             | - Sortie : 31 janvier 2011 - Label : Bassclash - Format : Téléchargement              |
| Go Hard / Most High (sous Dream) | - Sortie : 22 septembre 2011 - Auto-sortie - Format : Téléchargement gratuite         |
| I Am Dream (sous Dream)          | - Sortie : 13 octobre 2011 - Label : X147 / Heavy Artillery - Format : Téléchargement |
| This Isn't House (sous Dream)    | - Sortie : 31 juillet 2012 - Label : OWSLA - Format : Téléchargement                  |
| Fly 4 Life                       | - Sortie : 17 juin 2013 - Label : Route 94 Records - Format : Téléchargement          |
| Misunderstood                    | - Sortie : 23 juillet 2014 - Label: Leftroom Records - Format: Téléchargement         |
| Brand New Day                    | - Sortie 7 juin 2016 - Label: Fabric - Format: Téléchargementgratuit                  |

### Singles

#### En tant qu'artiste principal
| Année | Titre                           | Meilleure position | Meilleure position | Meilleure position | Meilleure position | Meilleure position | Meilleure position | Meilleure position | Meilleure position | Meilleure position | Meilleure position | Meilleure position | Certification                                           | Album         |
| Année | Titre                           | US                 | UK Dance           | AUS                | BEL (FL)           | FRA                | ALL                | IRL                | P-B.               | NZ                 | ÉCO                | SUI                | Certification                                           | Album         |
| ----- | ------------------------------- | ------------------ | ------------------ | ------------------ | ------------------ | ------------------ | ------------------ | ------------------ | ------------------ | ------------------ | ------------------ | ------------------ | ------------------------------------------------------- | ------------- |
| 2014  | My Love (featuring Jess Glynne) | 1                  | 1                  | 18                 | 4                  | 35                 | 6                  | 12                 | 9                  | 38                 | 1                  | 21                 | - BPI : Platine - ARIA : Platine - BEA : Or - BVMI : Or | Single inédit |

#### Singles promotionnels
| Année | Titre                                      | Label       |
| ----- | ------------------------------------------ | ----------- |
| 2011  | Don't Stop (sous Dream)                    | Auto-sortie |
| 2012  | Pornstar / X Rated (Dream featuring Beezy) | H.E.N.C.H   |
| 2012  | Who Cares (Dream and Archie Cane)          | Auto-sortie |
| 2012  | Forget the Girl                            | Auto-sortie |
| 2013  | Freak (avec SecondCity)                    | Auto-sortie |

### Autres apparitions
| Année | Morceau                               | Sortie         | Label       |
| ----- | ------------------------------------- | -------------- | ----------- |
| 2013  | Dama Blanca (Dubfreq featuring Dream) | Dama Blanca EP | Prime Audio |

### Remixes
| Année | Morceau                              | Artiste                             |
| ----- | ------------------------------------ | ----------------------------------- |
| 2011  | Run This Town (sous Dream)           | Oh My! featuring OG'z               |
| 2011  | This Town is Ours (sous Dream)       | Marco Del Horno featuring Emi Green |
| 2011  | Move On (sous Dream)                 | Vandera                             |
| 2011  | Take My Breath Away (sous Dream)     | Stadium featuring Blue Pearl        |
| 2012  | Dubsteppin' (sous Dream)             | P Money                             |
| 2013  | Ms. Jackson (Route 94 'SMJ' Bootleg) | OutKast                             |
| 2013  | Jack (Route 94 Bootleg)              | Breach                              |
| 2013  | 5 AM                                 | Katy B                              |
| 2013  | Rollercoaster                        | kream featuring Sam Frank           |
| 2013  | Look Right Through                   | Storm Queen                         |
| 2013  | Always                               | MK featuring Alana                  |
| 2015  | Picture Perfect                      | Ali Love                            |
| 2017  | Back to the Music                    | Sooney                              |
| 2020  | I Want It All                        | Casper Cole avec Elderbrook         |
| 2021  | Last Time                            | Becky Hill                          |

### Crédits de production
| Année | Titre      | Artiste                      | Sortie     |
| ----- | ---------- | ---------------------------- | ---------- |
| 2013  | Smile      | Benga (featuring Charli XCX) | Chapter II |
| 2014  | Everything | Katy B                       | Little Red |